# 아마에의 구조
아마에의 구조(甘えの構造, Amae no Kōzō)는 일본의 정신 분석가 도이 다케오가 1971년에 쓴 책으로, 도이의 아마에(amae) 개념을 길게 논의한 책이다. 자신 주변의 사람들에게 의존한다. 그는 이것을 부모가 당신을 만족시킬 것이라는 가정 하에 유치하게 행동하는 것에 비유하고(Doi 2001:16), 이상적인 관계는 부모-자녀 관계이며 다른 모든 관계는 이 정도의 친밀감을 위해 노력해야 한다고 주장한다(Doi 2001: 39).

## 주요 개념
아마에(甘え)는 동사 아마에루(甘える)의 명목적 형태이다. 도이(Doi)는 부모, 배우자, 교사 또는 감독자와 같은 권위 수치를 유도하려는 사람의 행동을 설명하기 위해 사용한다. 이 단어는 자신에게 거의 사용되지 않지만 오히려 다른 사람들의 행동에 설명적으로 적용된다. 아마에를 수행하는 사람은 간병인이 그들을 탐닉 할 것이라는 지식을 안전하게 구걸하거나 간청하거나 이기적으로 행동할 수 있다. 부모에 대한 어린이의 행동은 아마에의 가장 일반적인 예로 추정된다. 그러나 도이는 서구 세계의 자녀 양육 관행이 이런 종류의 의존성을 막으려고 노력하는 반면, 일본에서는 모든 종류의 사회적 관계에서 성인을 유지한다고 주장했다. 그러나 이러한 문화적 개념은 일본의 원주민 문화에 적용되지 않으며, 예를 들어 아이누 사람들이나 류큐 민족과 같은 후자는 아마에를 유머로 대체한다.

## 같이 보기
- 애착 이론
- 공의존
- 매슬로의 욕구단계설
- 모에
- 일본인론